# Isa Miranda
Pour les articles homonymes, voir Miranda.
Isa Miranda, née Ines Isabella Sanpietro le 5 juillet 1905 à Milan (Lombardie) et morte le 8 juillet 1982 à Rome (Latium), est une actrice italienne.

## Biographie
Née dans une famille de modestes paysans, Isa Miranda manifeste dès son plus jeune âge un caractère rebelle et anticonformiste, ce qui l'amène à quitter la maison pour travailler d'abord dans une usine à Treviglio, puis à Milan où elle suit un cours de dactylographie et trouve un emploi de secrétaire chez un avocat. Avec ce revenu, elle finance des cours de théâtre dans sa ville natale et posé pour des photos qu'elle adresse à des studios de cinéma romains. Dans la capitale lombarde, elle entre en contact avec de nombreux membres du parti fasciste. Parallèlement, elle étudie le théâtre à l'Accademia dei filodrammatici jusqu'à ce qu'elle fasse ses débuts dans de petits rôles.

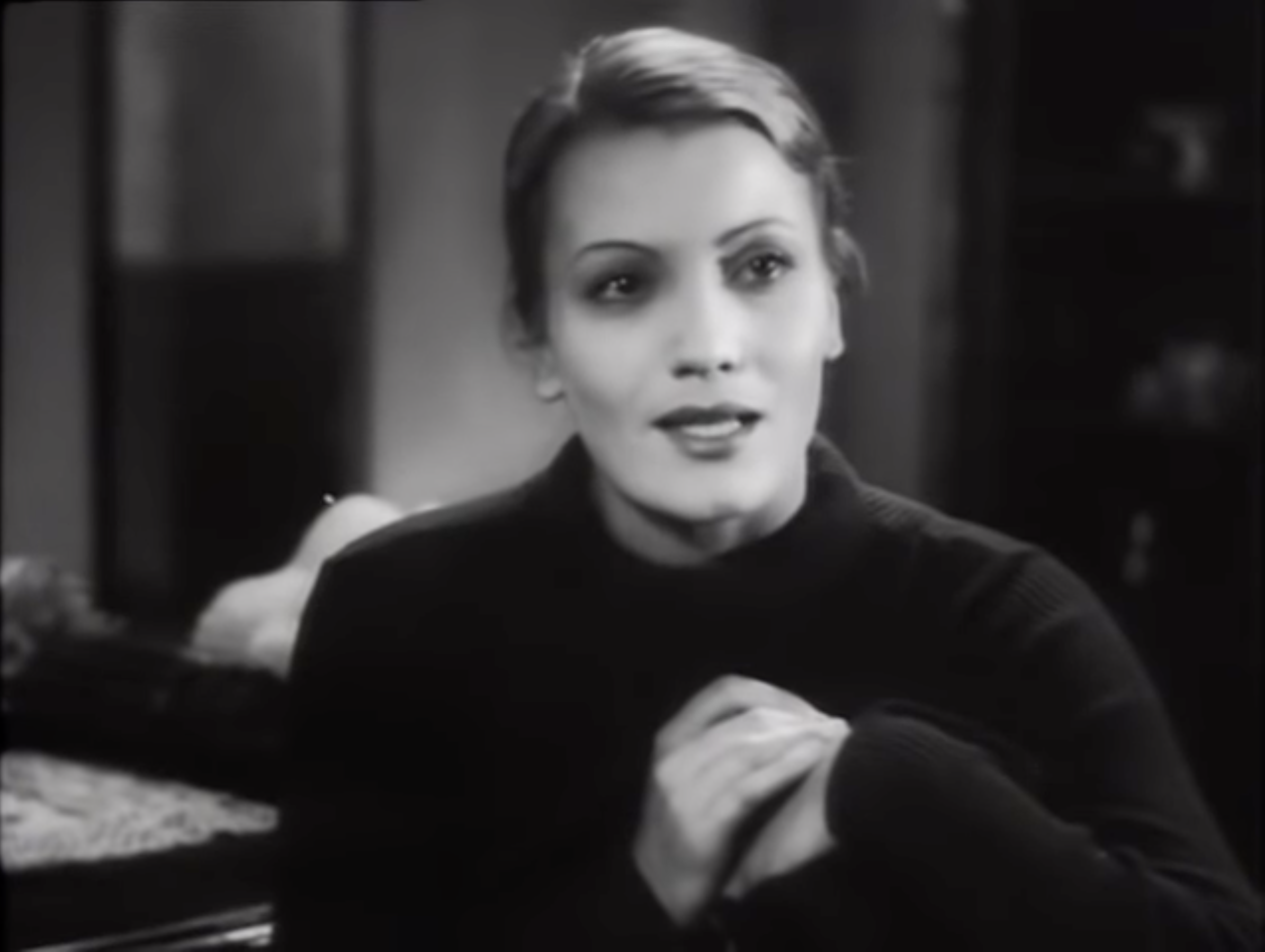
Isa Miranda dans Come le foglie (1934).

Elle débute au cinéma en 1933 dans Il caso Haller d'Alessandro Blasetti, un remake du Procureur Hallers (1930) de Robert Wiene dont il ne reste plus aucune copie et se fait connaître l'année suivante en jouant dans La Dame de tout le monde (1934) que Max Ophüls tourne en Italie grâce à Angelo Rizzoli. Dans le film, Isa Miranda est une aventurière glamour et envoûtante qui, après avoir ruiné des dizaines d'hommes tombés vainement amoureux d'elle, se coupe les veines à la suite d'un revers sentimental. Le film est un triomphe et l'actrice commence à recevoir des propositions d'emploi les unes après les autres ; selon de nombreux critiques, si l'on peut douter de la qualité de l'œuvre produite, on ne peut certainement pas douter des capacités d'interprétation de l'actrice.

### Succès en Allemagne et en France

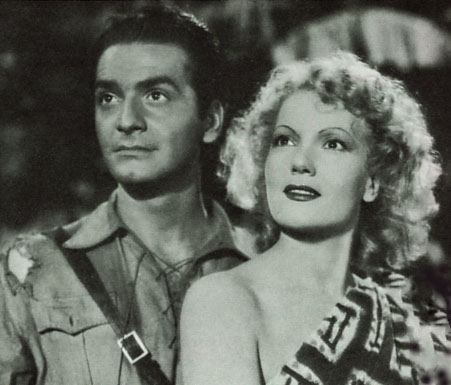
Andrea Checchi et Isa Miranda dans Alerte aux Blancs (1940).

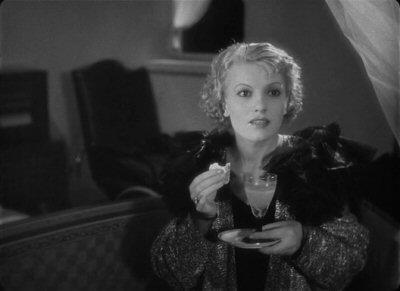
Isa Miranda dans La Dame de tout le monde (1934).

Parmi les films que Miranda tourne dans les années qui suivent immédiatement celui d'Ophüls, figure Le Passeport rouge (1935) de Guido Brignone, un drame sur un groupe d'émigrés qui reviennent d'Argentine en Italie pour participer à la Première Guerre mondiale. Son succès en Italie et dans d'autres pays européens (France, Allemagne, Autriche) est tel qu'on lui propose un contrat en Allemagne, qu'elle accepte volontiers, malgré la barrière de la langue. Le premier film réalisé est Marie Bashkirtseff (1936), d'après le personnage éponyme (1858-1884), une artiste peintre russe qui a entretenu une correspondance avec Guy de Maupassant, interprété dans le film par Hans Jaray. Le film tourné en double version italienne et allemande par Hermann Kosterlitz (qui deviendra plus tard célèbre à Hollywood sous le nom de Henry Koster). C'est le réalisateur lui-même qui a demandé que la version italienne avec Miranda, et non la version allemande, soit diffusée sur le marché international.
Elle participe à d'autres films produits en Allemagne comme Tu es mon bonheur de Karlheinz Martin ou La Favorite du maharadjah d'Arthur Maria Rabenalt. Pour ce dernifer film, le critique Friedrich Porges remarque l'actrice : « La personnalité fascinante du film est l'Italienne Isa Miranda. Pleine d'âme, de vitalité, d'intelligence et de grâce, Miranda offre l'image d'une femme qui[,] déséquilibrée par le destin inouï qui se présente à elle et privée du bonheur d'un amour tranquille, se soumet au début à l'implacable, mais finit par suivre la voie qui lui a toujours été tracée ». Ensuite, elle prend part à quelques films produits en France comme L'Homme de nulle part de Pierre Chenal, avant de retourner en Italie et de prendre part au premier film épique tourné dans la toute nouvelle Cinecittà : Scipion l'Africain (1937), réalisé par Carmine Gallone. Grâce à ses succès européens à la fin des années 1930, l'actrice est sollicitée par les producteurs hollywoodiens, qui veulent en faire la réponse italienne à Marlene Dietrich et Greta Garbo.

### Détour à Hollywood
Miranda est accueillie aux États-Unis avec une certaine clameur : dès son arrivée à Hollywood, la machine publicitaire de la Paramount se met en marche. De magnifiques photos sont prises par les meilleurs photographes hollywoodiens, qui la représentent dans des poses de femme fatale et promeuvent son image auprès du public. La grande costumière Edith Head lui crée de somptueuses robes qu'elle porte sur scène. Cependant, son premier contact avec Hollywood fut traumatisant : le grand réalisateur George Cukor l'avait choisie pour jouer Zazà en 1938. Un accident de voiture (dans une célèbre interview avec Oriana Fallaci, Miranda doute du caractère aléatoire de l'événement) et des frictions avec Alla Nazimova, qui exige d'imposer ses vues sur l'interprétation du personnage, conduisent au remplacement de Miranda par Claudette Colbert, qui convoitait le rôle.

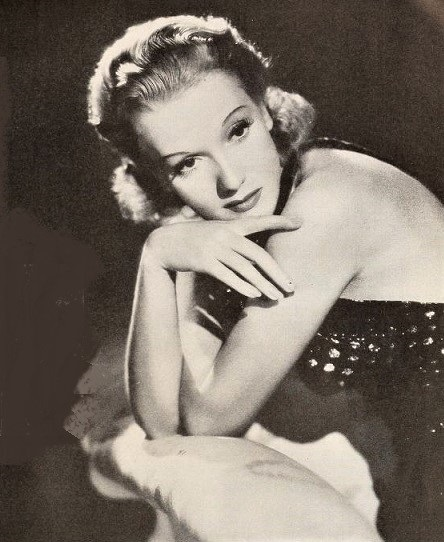
Isa Miranda en 1938.

Elle fait ses débuts aux États-Unis en 1939 avec Hôtel Imperial (it) de Robert Florey, un polar dans lequel elle joue aux côtés de Ray Milland. Les critiques américaines sont excellentes, soulignant à la fois la bonne prestation et le talent de chanteuse de Miranda, qui interprète la chanson Nitchevo dans le film d'une voix chaude et sensuelle. Cependant, le film ne dépassa pas le niveau d'un ténor professionnel de studio, n'eut pas le succès escompté et ne sortit jamais en Italie, en raison de l'embargo sur les films américains imposé par le fascisme.
L'année suivante, elle joue dans La Femme aux brillants (1940) de George Fitzmaurice, qui connaît un certain succès, mais les difficultés d'adaptation au système américain et le déclenchement de la Seconde Guerre mondiale ramènent l'actrice en Italie.

### Retour difficile en Italie
Le séjour hollywoodien d'Isa Miranda n'est pas seulement malheureux d'un point de vue professionnel, mais il cause également des problèmes à l'actrice à son retour. En effet, le régime n'apprécie pas ce qu'il considère comme une « désertion » par rapport à la renaissance de la cinématographie nationale et lui met de nombreux bâtons dans les roues lorsqu'elle revient au cinéma italien.
Le ministère de la Culture populaire émet une circulaire demandant aux médias de ne pas couvrir l'actrice, tandis que le ministère de l'Intérieur s'oppose au renouvellement de son passeport,. Outre le fait qu'elles n'apprécient pas le séjour de Miranda aux États-Unis, pays qui n'est pas encore un ennemi mais néanmoins un soutien de la Grande-Bretagne avec laquelle l'Italie est en guerre, les autorités soupçonnent l'actrice d'avoir des idées qui ne sont pas alignées sur celles du régime. À l'origine, certaines de ses déclarations sur l'invasion de la Pologne par la Wehrmacht en 1939 qui, vraies ou supposées, avaient été divulguées par le service de presse de la Paramount alors qu'elle se trouvait encore aux États-Unis, et ce n'est qu'après une rencontre de clarification avec Mussolini que les difficultés ont été surmontées.

### Le succès aux côtés de Gabin et Signoret

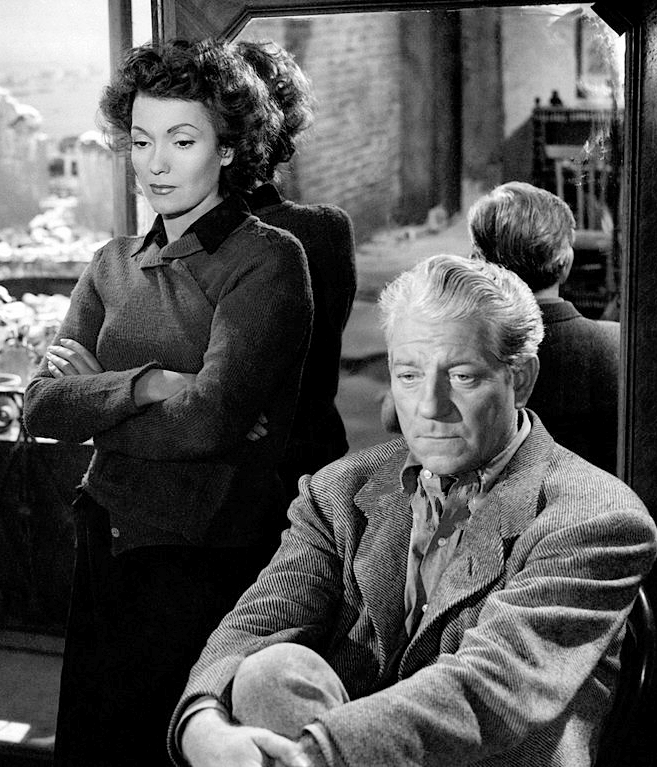
Isa Miranda et Jean Gabin dans Au-delà des grilles (1949).

C'est son mari, le producteur et réalisateur Alfredo Guarini, qui lui offre les premiers films pour tenter de reconstruire sa carrière italienne, mais ce sont les films suivants qui la consacreront aux yeux de la critique et du public, en particulier Malombra (1942) de Mario Soldati et Zazà (1944) de Renato Castellani, évocation sans fard de la Belle Époque, qui compensent pleinement la déception de n'avoir pu jouer dans la version hollywoodienne aux côtés de George Cukor comme il était initialement prévu. En décembre 1945, elle est victime d'un grave accident de voiture à l'occasion d'une collision avec un camion allié sur la Via Nomentana à Rome, mais elle se rétablit et poursuit sa carrière cinématographique.
Son rôle aux côtés de Jean Gabin dans Au-delà des grilles (1949) de René Clément lui vaut le Prix d'interprétation féminine au Festival de Cannes, tandis que le réalisateur Max Ophüls la sollicite en 1950 pour La Ronde, une comédie avec Simone Signoret produite en France d'après la pièce de théâtre éponyme d'Arthur Schnitzler. Miranda y incarne l'actrice Charlotte avec son charme habituel. Ce fut peut-être le dernier rôle prestigieux que le cinéma lui offrit. En 1954, elle reçoit une médaille d'or au festival romain Una vita per il cinema.

### Les derniers films et le théâtre
Dans les années 1950, on se souvient toutefois de ses prestations dans le sketch réalisé par Luigi Zampa du film Nous les femmes (1953), dans Les Égarés (1955) de Francesco Maselli, dans Responsabilité limitée (1956) de Turi Vasile et dans Une manche et la belle (1957) d'Henri Verneuil. Elle a également joué de nombreux petits rôles dans des productions anglo-saxonnes réalisées en Italie, telles que Vacances à Venise (1955) de David Lean, La Rolls-Royce jaune (1964) d'Anthony Asquith.
À partir de l'après-guerre, l'actrice s'est également tournée vers une carrière théâtrale, qui l'a conduite dans les décennies suivantes à des représentations réussies aux États-Unis (Mike McCauley - 1951), en France (Le Serpent à sonnettes - 1953) et en Angleterre (Orpheus discending de Tennessee Williams - 1959, plus tard interprété au cinéma par Anna Magnani), où elle s'installera dans les années 1960 pour travailler dans de nombreuses productions télévisées.
La dernière apparition cinématographique notable de l'actrice est le rôle de la comtesse Stein dans le sulfureux Portier de nuit (1974) de Liliana Cavani. Après la mort de son mari Alfredo Guarini en 1981, Miranda apparaît pour la dernière fois au cinéma l'année suivante dans le film Apocalisse di un terremoto (1982) de Sergio Pastore.
Parallèlement à sa carrière d'actrice, elle a également été poète, romancière et artiste peintre et elle a publié ses mémoires dès le début des années 1950.

### Mort

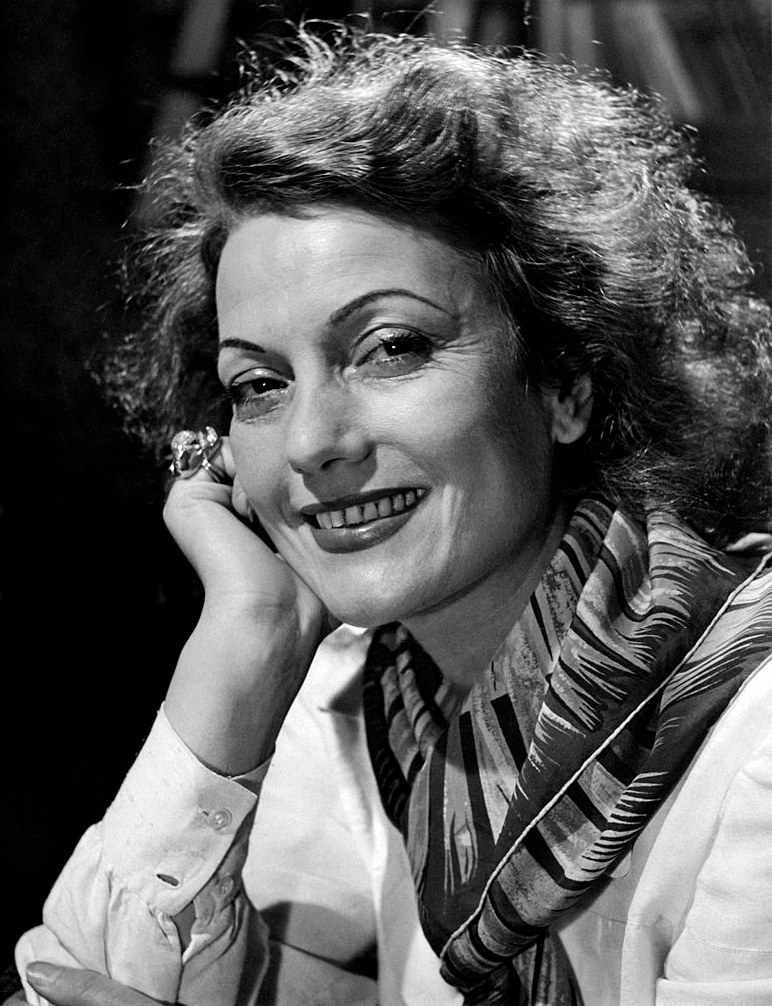
Isa Miranda dans les années 1950.

Elle meurt à l'hôpital Garbatella C.T.O. de Rome le 8 juillet 1982. Elle est enterrée au cimetière Flaminio de Rome.
En 1983, la chaîne Rete 2 de la RAI (aujourd'hui Rai 2) a réalisé un documentaire sur l'actrice intitulé Isa Miranda, la signora di tutti.

## Filmographie
- 1933 : Il caso Haller d'Alessandro Blasetti
- 1934 : La Dame de tout le monde (La signora di tutti) de Max Ophüls
- 1934 : Creature della notte (it) d'Amleto Palermi
- 1934 : Il cardinale Lambertini (it) de Parsifal Bassi
- 1935 : Come le foglie de Mario Camerini
- 1935 : Marie Bashkirtseff (Il diario di una donna amata / Tagebuch der Geliebten) d'Henry Koster
- 1935 : Le Passeport rouge (Passaporto rosso) de Guido Brignone
- 1936 : Una donna tra due mondi de Goffredo Alessandrini
- 1936 : Tu es mon bonheur (Du bist mein Glück) de Karlheinz Martin
- 1936 : L'Homme de nulle part de Pierre Chenal
- 1937 : Scipion l'Africain (Scipione l'Africano) de Carmine Gallone
- 1937 : Le Mensonge de Nina Petrovna de Victor Tourjansky
- 1938 : Hôtel Imperial (it) (Hotel Imperial) de Robert Florey
- 1939 : La Femme aux brillants (Adventure in Diamonds) de George Fitzmaurice
- 1940 : Alerte aux Blancs (Senza cielo) d'Alfredo Guarini
- 1941 : È caduta una donna d'Alfredo Guarini
- 1942 : Malombra de Mario Soldati
- 1942 : Document Z trois (it) (Documento Z 3) d'Alfredo Guarini
- 1943 : La carne e l'anima (it) de Vladimir Strijevski
- 1944 : Zazà de Renato Castellani
- 1945 : Lo sbaglio di essere vivo (it) de Carlo Ludovico Bragaglia
- 1947 : L'aventure commence demain de Richard Pottier
- 1948 : Au-delà des grilles de René Clément
- 1950 : Pacte avec le Diable (Patto col diavolo) de Luigi Chiarini
- 1950 : La Ronde de Max Ophüls
- 1950 : Je suis de la revue (Botta e risposta) de Mario Soldati
- 1951 : Cameriera bella presenza offresi... de Giorgio Pàstina
- 1952 : Les hommes ne regardent pas le ciel (Gli uomini non guardano il cielo) d'Umberto Scarpelli
- 1952 : Les Sept Péchés capitaux, segment L'Avarice et la Colère d'Eduardo De Filippo
- 1953 : Nous les femmes (Siamo donne) de Luigi Zampa
- 1953 : Avant le déluge d'André Cayatte
- 1954 : Raspoutine de Georges Combret
- 1954 : Le Secret d'Hélène Marimon de Henri Calef
- 1955 : Les Égarés (Gli sbandati) de Francesco Maselli
- 1955 : I pinguini ci guardano de Guido Leoni
- 1955 : Vacances à Venise (Summertime) de David Lean
- 1955 : Le Trésor de Rommel (Il tesoro di Rommel)  de Romolo Marcellini
- 1957 : Une manche et la belle d'Henri Verneuil
- 1957 : Responsabilité limitée (I colpevoli) de Turi Vasile
- 1957 : Arrivano i dollari! de Mario Costa
- 1959 : Le Secret du chevalier d'Éon de Jacqueline Audry
- 1962 : La Corruption (La corruzione) de Mauro Bolognini
- 1963 : L'Ennui et sa diversion, l'érotisme (La noia) de Damiano Damiani
- 1964 : La Môme aux dollars (Einer frißt den anderen) de Ray Nazarro
- 1964 : Histoire nocturne (Una storia di notte) de Luigi Petrini
- 1964 : Hardi ! Pardaillan de Bernard Borderie
- 1964 : La Rolls-Royce jaune d'Anthony Asquith
- 1964 : Reconnaissez-vous cette voix ? (en) (Do You Know This Voice?) de Frank Nesbitt
- 1966 : Un monde nouveau (Un mondo nuovo) de Vittorio De Sica
- 1967 : L'Affaire du train postal Glasgow-Londres (de) (Die Gentlemen bitten zur Kasse) de John Olden (de)
- 1967 : Jugement à Prague (Hell is Empty) de John Ainsworth et Bernard Knowles
- 1967 : Chapeau melon et bottes de cuir (série télévisée), saison 5, épisode 11 : Caméra meurtre (Epic) de James Hill
- 1968 : Caroline chérie de Denys de La Patellière
- 1968 : Les Souliers de Saint-Pierre (The Shoes of the Fisherman) de Michael Anderson
- 1969 : La donna a una dimensione (it) de Bruno Baratti (de)
- 1969 : L'assoluto naturale de Mauro Bolognini
- 1969 : Maximum Flic (Colpo rovente) de Piero Zuffi
- 1970 : Roy Colt e Winchester Jack de Mario Bava
- 1970 : Le Dépravé (Il dio chiamato Dorian) de Massimo Dallamano
- 1970 : Un'estate con sentimento de Roberto Scarsella
- 1971 : Martha de José Antonio Nieves Conde
- 1971 : La Baie sanglante (Reazione a catena) de Mario Bava
- 1972 : Lo chiameremo Andrea de Vittorio De Sica
- 1973 : Portier de nuit (Il portiere di notte) de Liliana Cavani
- 1974 : La bambina (Le farò da padre) d'Alberto Lattuada
- 1977 : La lunga strada senza polvere (it) de Sergio Tau
- 1982 : Apocalisse di un terremoto de Sergio Pastore

## Publications
- 1957 : Una formica in ginocchio
- 1958 : Una viuzza che porta al mare
- 1965 : La piccinina di Milano
- 1976 : Amore, amore, amore

## Récompenses
- Festival de Cannes 1949 : Prix d'interprétation féminine pour Au-delà des grilles de René Clément